# Пристань (Львовская область)
Пристань (укр. Пристань) — село в Великомостовской городской общине Шептицкого района Львовской области Украины.
Население по переписи 2001 года составляло 898 человек. Население по данным 2021 года составляло 863 человека. Занимает площадь 1,6 км². Почтовый индекс — 80071. Телефонный код — 3257.